# Mpatsí
Mpatsí (Mpatsi) är en ort i Grekland.   Den ligger i prefekturen Nomós Piraiós och regionen Attika, i den sydöstra delen av landet, 19 km väster om huvudstaden Aten. Mpatsí ligger 242 meter över havet och antalet invånare är 235. Den ligger på ön Salamis.
Terrängen runt Mpatsí är kuperad norrut, men söderut är den platt. Havet är nära Mpatsí åt nordost.  Närmaste större samhälle är Aten, 18,8 km öster om Mpatsí. Runt Mpatsí är det i huvudsak tätbebyggt.